# Signal de Saint-Pierre
Signal de Saint-Pierre – szczyt w Préalpes de Provence, części Alp Zachodnich. Leży w południowo-wschodniej Francji w regionie Prowansja-Alpy-Lazurowe Wybrzeże niedaleko Lagarde-d’Apt.